# Ready to Fly
Ready to Fly – debiutancki album studyjny amerykańskiej piosenkarki Melanie Thornton. Został wydany 7 maja 2001 roku nakładem wytwórni X-cell Records. Niedługo później do sprzedaży trafiła wersja New Edition albumu, która od oryginalnej różniła się dwoma dodatkowymi utworami: nagraną na potrzeby kampanii reklamowej niemieckiego oddziału firmy Coca-Cola bożonarodzeniową piosenką „Wonderful Dream (Holidays Are Coming)” i piosenką „Heartbeat” w edycji Chicago Radio Remix. Zarówno nowa wersja albumu Ready to Fly, jak i promujący ją singel z piosenką „Wonderful Dream (Holidays Are Coming)” miały premierę 26 listopada 2001 roku, dwa dni po tragicznej śmierci Melanie Thornton w katastrofie lotniczej samolotu Bae 146 na terenie Szwajcarii.

## Lista utworów
Opracowano na podstawie materiału źródłowego.

### Wersja oryginalna
| Nr  | Tytuł                                        | Długość |
| --- | -------------------------------------------- | ------- |
| 1.  | „Love How You Love Me”                       | 3:29    |
| 2.  | „No Tears”                                   | 3:31    |
| 3.  | „Heartbeat”                                  | 3:54    |
| 4.  | „Oooh Oooh (Talking About Love)”             | 3:21    |
| 5.  | „Back On My Feet Again”                      | 3:58    |
| 6.  | „I Wish It Was Love”                         | 4:16    |
| 7.  | „Intoxicated”                                | 3:16    |
| 8.  | „Walk On By”                                 | 3:03    |
| 9.  | „Memories”                                   | 4:22    |
| 10. | „It’s Alright”                               | 3:51    |
| 11. | „Too Late”                                   | 3:16    |
| 12. | „I Apologize”                                | 3:53    |
| 13. | „Forever”                                    | 3:39    |
| 14. | „Love How You Love Me (Chicago Radio Remix)” | 3:36    |

### WersjaNew Edition
| Nr  | Tytuł                                        | Długość |
| --- | -------------------------------------------- | ------- |
| 1.  | „Love How You Love Me”                       | 3:29    |
| 2.  | „Wonderful Dream (Holidays Are Coming)”      | 3:50    |
| 3.  | „No Tears”                                   | 3:31    |
| 4.  | „Heartbeat”                                  | 3:54    |
| 5.  | „Makin’ Oooh Oooh (Talking About Love)”      | 3:21    |
| 6.  | „Back On My Feet Again”                      | 3:58    |
| 7.  | „I Wish It Was Love”                         | 4:16    |
| 8.  | „Intoxicated”                                | 3:16    |
| 9.  | „Walk On By”                                 | 3:03    |
| 10. | „Memories”                                   | 4:22    |
| 11. | „It’s Alright”                               | 3:51    |
| 12. | „Too Late”                                   | 3:16    |
| 13. | „Apologize”                                  | 3:53    |
| 14. | „Forever”                                    | 3:39    |
| 15. | „Love How You Love Me (Chicago Radio Remix)” | 3:36    |
| 16. | „Heartbeat (Chicago Radio Remix)”            | 3:52    |